# هر کس سوی خودش
هر کس سوی خودش (به انگلیسی: To Each His Own) یک فیلمی آمریکایی در سبک رمانتیک درام به کارگردانی میچل لایزن است که در سال ۱۹۴۶ منتشر شد. بازیگران این فیلم اولیویا دی هاویلند، مری اندرسون، رولاند کالور و جان لوند هستند. لوند در اولین تجربه سینمایی خودش در دو نقش پدر و پسر بازی کرد. فیلمنامه این فیلم توسط چارلز براکت و جکوِیز تری نوشته شده است. این فیلم روایتگر داستان زن جوانیست که باید بچه‌ای را خارج از ازدواج بزرگ کند.
دی هاویلند به خاطر ایفای نقش در این فیلم توانست جایزه اسکار بهترین بازیگر نقش اول زن را در سال ۱۹۴۶ دریافت کند. همچنین، براکت و تری نامزد جایزه اسکار بهترین داستان شدند.

## بازیگران
- اولیویا دی هاویلند
- مری اندرسون
- رولاند کالور
- جان لوند
- ویکتوریا هورن
- فرانک فیلن
- دوریس لوید
- آلما مکروری
- بیل وارد
- ماری مک‌لارن
- ویلارد رابرتسن
- چستر کلوت
- ویل استنتون